# Villa Sermolli
La Villa Sermolli è un edificio storico che si trova a Buggiano Castello, frazione del comune di Buggiano, provincia di Pistoia, regione Toscana.

## Storia
La villa ha assunto le forme attuali alla fine del XVII secolo, quando fu eletta a residenza dalla famiglia Sermolli. Il notaio Pietro Sermolli incorporò in un unico edificio una torre delle mura urbane e alcune abitazioni antiche del borgo, ereditate dalla moglie Maria Albiera Belladonna. Nel 1734, la dimora è descritta come casa di propria abitazione di stanze diciotto, anni dopo, nel 1789, risulta come casa di civile abitazione di quarantacinque stanze i due e tre piani con due giardinetti. Si provvide a un sostanziale ampliamento e fu allestito il meraviglioso giardino chiuso tra le mura, secondo il gusto barocco. I Sermolli inaugurarono la tradizione di colorare le pareti esterne delle loro case con il particolare colore rosso pompeiano, localmente detto rosso Buggiano.

## Descrizione
La villa mostra un perimetro irregolare e si sviluppa su quattro piani. Il pianoterreno, innestato sulla roccia viva, accoglie la cucina, la dispensa, la cantina e la legnaia più altri locali di servizio. Il primo e il secondo piano erano destinati alla residenza vera e propria della famiglia. Nei pressi dell'ingresso, la cappella, dotata di portone autonomo rivolto verso il paese. Al primo piano, è presente la biblioteca e alcuni salottini di rappresentanza. Al secondo piano, le camere padronali. L'ultimo piano, ospitava gli alloggi della servitù. L'interno della villa presenta decorazioni pittoriche risalenti all'800. Il giardino consta di una scenografia a cielo aperto dove trovano posto le stanze della limonaia, sulle quali c’è la bellissima terrazza panoramica ricca di piante, aperta sulla valle. Nel giardino sono disseminate piante di diverse varietà, dagli agrumi in vaso, alle ortensie, alle magnolie, fino alle palme e ai cipressi. Vasche, limoni a spalliera, grotte a muro e una caratteristica vasca con ninfee.
Annessa alla villa è delle antiche porte urbane di Buggiano, un tempo detta Porta al Borgo e oggi Porta Sermolli.